# Podůlšany

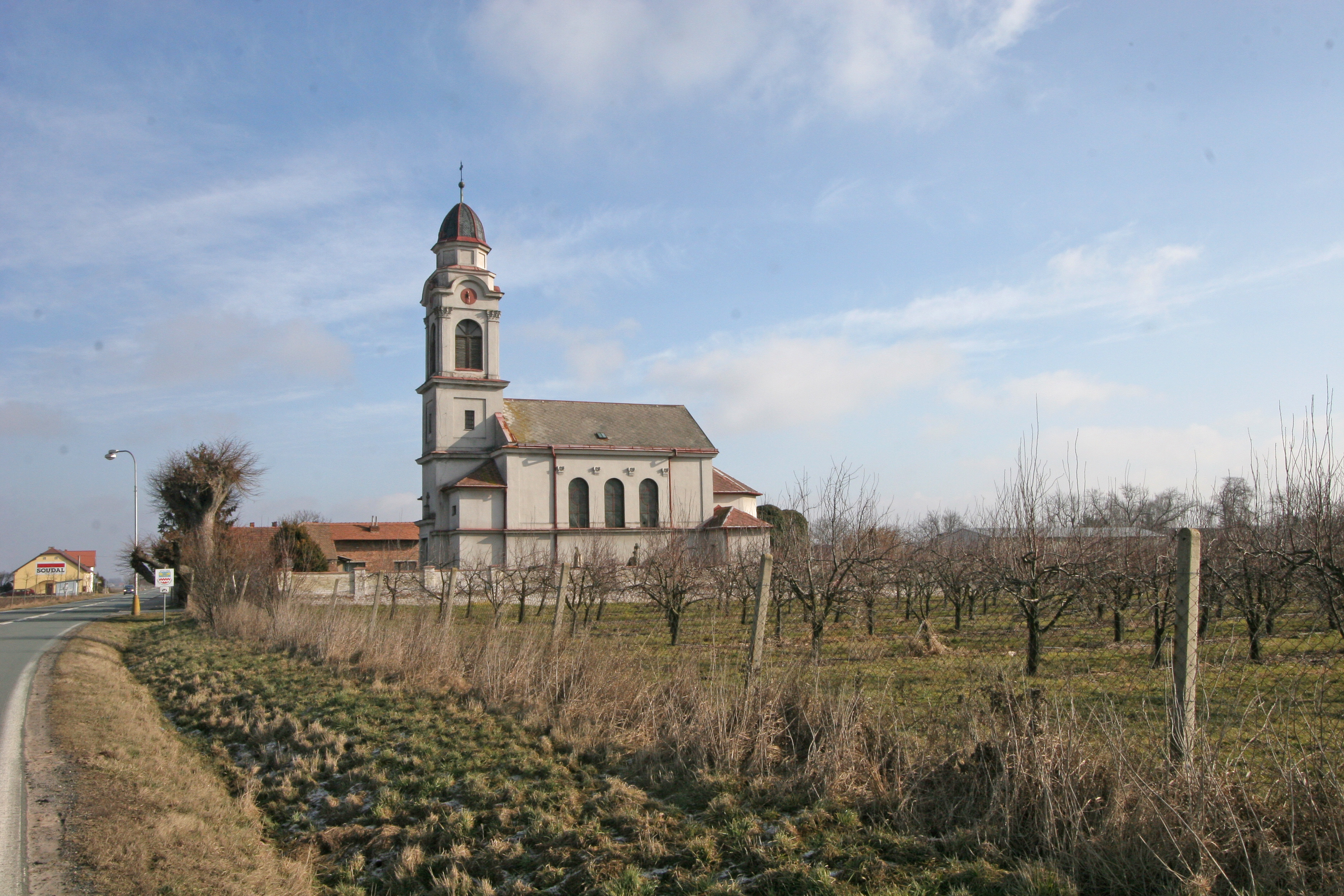
Kirche des hl. Nikolaus

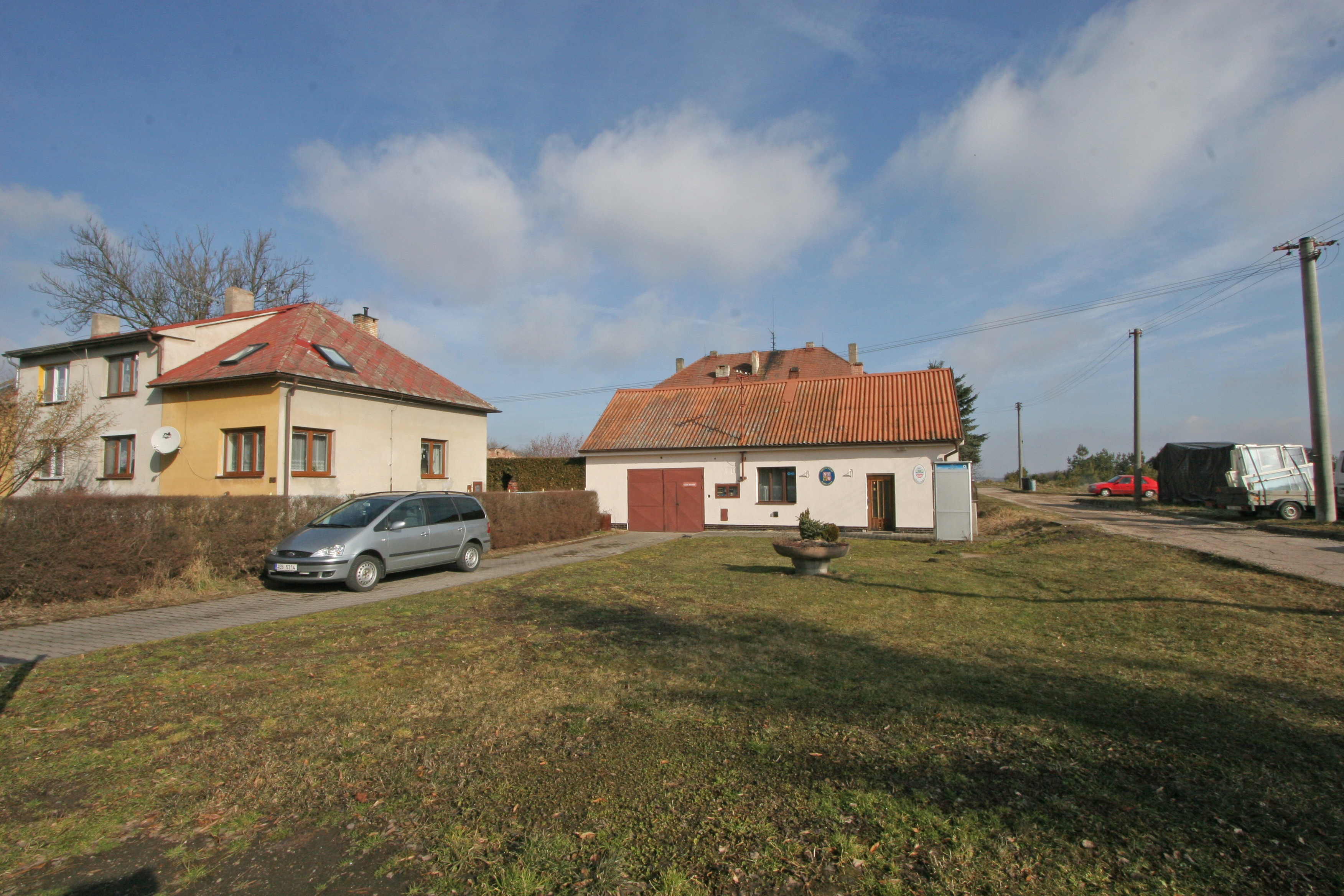
Gemeindeamt

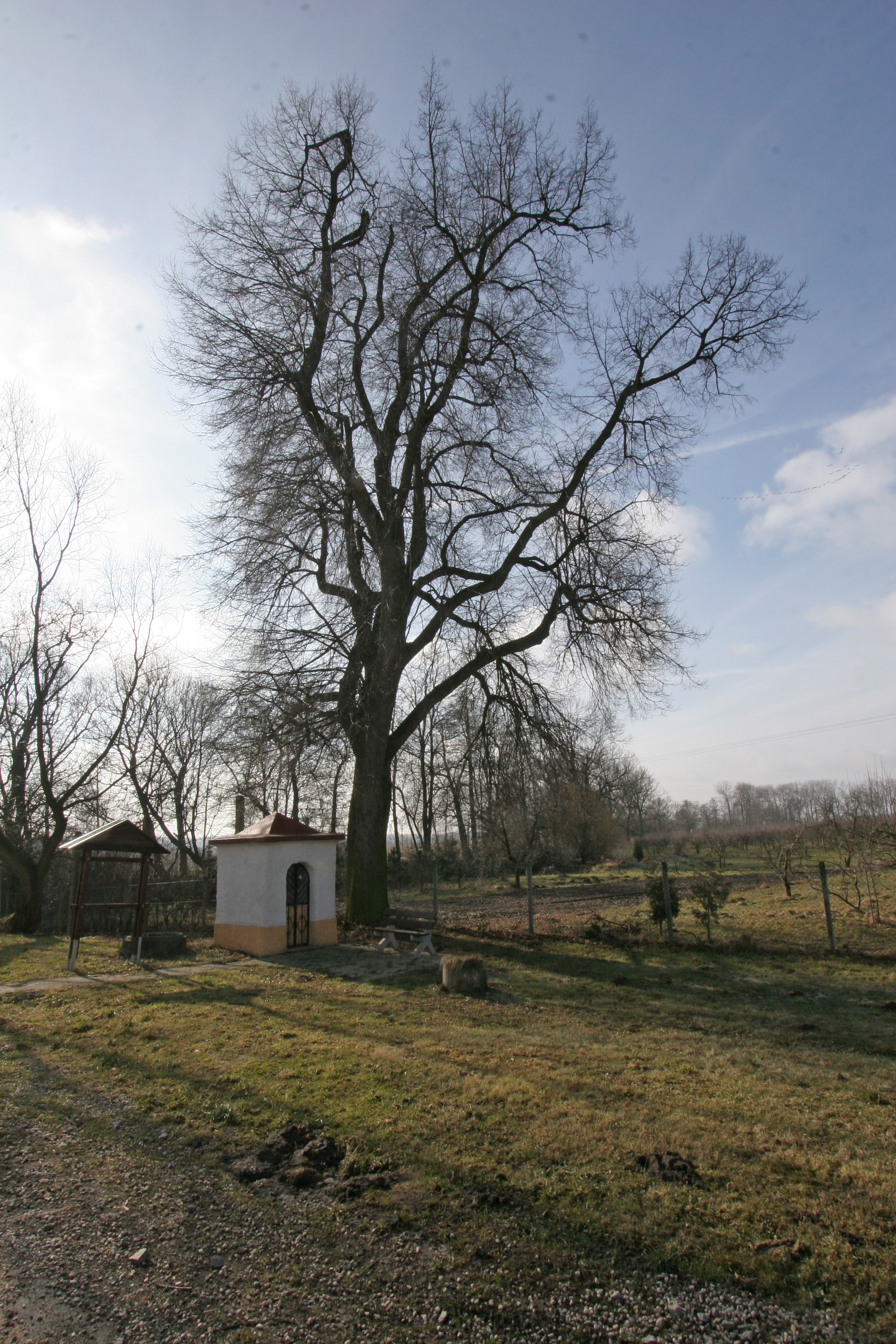
Kapelle

Podůlšany (deutsch Podulschan) ist eine Gemeinde in Tschechien. Sie liegt elf Kilometer südwestlich des Stadtzentrums von Hradec Králové und gehört zum Okres Pardubice.

## Geographie
Podůlšany befindet sich in der Pardubická kotlina (Pardubitzer Becken) am Opatowitzer Kanal. Am westlichen Ortsrand verläuft die Staatsstraße II/333 zwischen Hradec Králové und Lázně Bohdaneč, zwei Kilometer nördlich die Dálnice 35. Östlich liegt das Kraftwerk Opatovice.
Nachbarorte sind Sedlice, Praskačka und Libišany im Norden, Liščí, Pohřebačka und Opatovice nad Labem im Nordosten, Čeperka, Bukovina nad Labem und Zástava im Osten, Dříteč, Hrobický Dvůr, Hrobice, Malá Čeperka und Srch im Südosten, Stéblová, Ždánický Dvůr und Nové Ždánice im Süden, Staré Ždánice im Südwesten, Plch im Westen sowie Osice, Polizy und Krásnice im Nordwesten.

## Geschichte
Die erste schriftliche Erwähnung von Podolsani erfolgte in der zwischen 1142 und 1148 ausgestellten und durch Herzog Vladislav II. sowie die Bischöfe Otto und Heinrich Zdik bestätigten Ratifizierungsurkunde über die Gründung des Zisterzienserklosters Sedletz durch den Fürsten Miroslav, der dem Kloster das Dorf samt Zubehör überlassen hatte. Später gehörte das Dorf zu den Besitzungen des Benediktinerklosters Opatowitz. Nachdem das Kloster im Jahre 1421 von einem hussitischen Heer unter Diviš Bořek von Miletínek geplündert und niedergebrannt worden war, bemächtigte sich dieser der ausgedehnten Besitzungen. 1436 überschrieb König Sigismund große Teile des ehemaligen Klosterbesitzes an Diviš Bořek, der daraus die Herrschaft Pardubice mit Sitz auf der Kunburg bildete. 1437 erbte Diviš´ Sohn Soběslav Mrzák von Miletínek die Herrschaft, 1464 fiel sie König Georg von Podiebrad zu. Am 5. April 1465 überschrieb dieser die Herrschaft seinen Söhnen Viktorin, Heinrich d. Ä. und Hynek von Münsterberg. 1472 fiel die Herrschaft Pardubitz Heinrich d. Ä. von Münsterberg zu; dieser verkaufte sie 1490 an Wilhelm von Pernstein, der das Schloss Pardubice als neuen Sitz errichten ließ. Wilhelm von Pernstein ließ zahlreiche Fischteiche anlegen und nach dem Erwerb eines Grundstücks an der Elbe bei Opatowitz im Jahre 1513 den neuen Opatowitzer Kanal graben, der die Velká Strouha als Hauptwasserzuführung zu seinen Teichen ersetzte. 1521 vererbte er seine böhmischen Güter seinem jüngeren Sohn Vojtěch, nach dessen Tod fielen sie 1534 seinem Bruder Johann zu. Dieser hinterließ 1548 seinem Sohn Jaroslav hohe Schulden. Am 21. März 1560 veräußerte Jaroslav von Pernstein die gesamte Herrschaft Pardubitz an König Ferdinand I. Dessen Nachfolger Maximilian II. übertrug die Verwaltung der königlichen Herrschaften der Hofkammer. Zu Beginn des 17. Jahrhunderts ließ ein wohlhabender Freisasse auf seinem Grund eine große, dem hl. Nikolaus geweihte, hölzerne Kapelle errichten, die geräumiger als die Kirchen in Wositz und Zdanitz war und dotierte sie reichlich. Die Nachkommen des Stifters erhielten eine Familiengruft in der 1665 erstmals schriftlich erwähnten Kapelle.
Im Jahre 1835 bestand das im Chrudimer Kreis an der von Přelautsch nach Königgrätz führenden Straße gelegene Dorf Podulschan bzw. Podwolssany aus 26 Häusern, in denen 233 Personen lebten. Im Ort gab es eine öffentliche, dem hl. Nikolaus geweihte Kapelle, in der für die Bewohner des Dorfes die Gottesdienste gehalten wurden. Die drei Glocken im Turm der Kapelle trugen die Jahreszahlen 1629 und 1708. Die Besitzer des zu Beginn des 19. Jahrhunderts zerstückelten Freisassenhofes teilten sich das Begräbnisrecht in der Kapelle. Pfarrort war Wositz. Bis zur Mitte des 19. Jahrhunderts blieb Podulschan der k.k. Kameralherrschaft Pardubitz untertänig.
Nach der Aufhebung der Patrimonialherrschaften bildete Podolšany ab 1849 eine Gemeinde im Gerichtsbezirk Pardubitz. Ab 1868 gehörte die Gemeinde zum Bezirk Pardubitz. 1869 hatte Podolšany 288 Einwohner und bestand aus 26 Häusern. Seit dem Ende des 19. Jahrhunderts wird der Ortsname Podůlšany verwendet. 1894 erfolgte der Abbau und Abtransport der Kapelle nach Prag, wo sie 1895 als Exponat der Čechoslavischen Ethnographischen Ausstellung wiederaufgebaut wurde. Im Jahre 1900 lebten in dem Dorf 292 Menschen, 1910 waren es 260. Zwischen 1900 und 1904 erfolgte, wie 1894 beschlossen, der Bau einer steinernen Kirche, die Baukosten von 23.380 Kronen wurden zum Teil durch ein Darlehen gedeckt. Erste Verhandlungen zum Bau einer Straße nach Čeperka erfolgten 1919. Zunächst wurde jedoch nur der auf der Podůlšaner Gemarkung gelegene Straßenabschnitt zwischen den beiden Brücken über den Opatowitzer Kanal hinter dem Dorf hergestellt und die untere der beiden Brücken erneuert. 1923 erfolgte die Elektrifizierung der Gemeinde, erste Erwägungen dazu gab es bereits 1912. 1930 hatte Podůlšany 299 Einwohner. Das neue Spritzenhaus und Gemeindeamt wurde 1935 errichtet. Im Jahre 1949 wurde Podůlšany dem Okres Pardubice-okolí zugeordnet, seit 1960 gehört die Gemeinde wieder zum Okres Pardubice. Am 30. April 1976 wurde Podůlšany nach Staré Ždánice eingemeindet; seit dem 24. November 1990 besteht die Gemeinde wieder. Beim Zensus von 2001 lebten in den 53 Häusern von Podůlšany 151 Personen. 

## Sehenswürdigkeiten
- Kirche des hl. Nikolaus, der an Stelle der 1894 für die Čechoslavische Ethnographische Ausstellung in Prag abgetragenen hölzernen Kapelle errichtete Neorenaissancebau wurde in den Jahren 1900 bis 1903 vom Baumeister Hoch aus Praskačka nach von Čeněk Křička überarbeiteten Plänen des Architekten Franz Schmoranz d. Ä. errichtet. Die Orgel wurde 1902 von Antonín Mölzer aus Kutná Hora geschaffen.[4] Die Weihe erfolgte 1904.
- Opatowitzer Kanal
- Kapelle, unter einer mächtigen Linde nordöstlich der Kirche an der Staatsstraße
- Statue des hl. Wenzel, neben der Kapelle
- Nischenkapelle, gegenüber der Kirche am Abzweig der Straße nach Staré Ždánice